# Don Juan en los infiernos
Pour plus de détails, voir Fiche technique et Distribution.
Don Juan en los infiernos est un film espagnol réalisé par Gonzalo Suárez, sorti en 1991.

## Synopsis
L'histoire de Don Juan replacée dans son contexte historique, celui du règne du roi Philippe II.

## Fiche technique
- Titre : Don Juan en los infiernos
- Réalisation : Gonzalo Suárez
- Scénario : Gonzalo Suárez et Azucena Rodríguez d'après la pièce de théâtre Dom Juan ou le Festin de Pierre de Molière
- Musique : Alejandro Massó
- Photographie : Carlos Suárez
- Montage : José Salcedo
- Société de production : Ditirambo Films et Televisión Española
- Pays :  Espagne
- Genre : Drame, romance et historique
- Durée : 91 minutes
- Dates de sortie : 
  - Espagne : 13 septembre 1991

## Distribution
- Fernando Guillén : Don Juan
- Mario Pardo : Esganarel
- Charo López : Doña Elvira
- Héctor Alterio : le père de Don Juan
- Ana Álvarez : Chiquilla India
- Manuel de Blas : Buhonero
- Iñaki Aierra : le roi Philippe II
- Yelena Samarina : Dama Ermita
- Fernando Ransanz : Obispo
- Paco Villar : Lhermite

## Distinctions
Le film a été nommé pour sept prix Goya et a remporté celui du meilleur acteur pour Fernando Guillén.